# 堀越芳昭
堀越 芳昭（ほりこし よしあき、1944年4月22日 - ）は、日本の経済史学者、元山梨学院大学教授。名古屋市生まれ。JC総研特別研究員、公正取引委員会独占禁止政策協力委員、日本協同組合学会会長。協同組合を研究した。
- 1969年：早稲田大学第一商学部
- 1980年：同大学院商学研究科博士課程満期退学
- 1983年：名古屋大学大学院経済学研究科研究生修了
- 1986年：東京商工経済専門学校教員、教務主任で1991年退職
- 1990年：「協同組合資本学説の研究」で早稲田大学商学博士
- 1992年：山梨学院大学商学部助教授
- 1994年：山梨学院大学経営情報学部助教授
- 1998年：同、教授
- 2004年：同、学部長
- 2012年：定年退職[2]。

## 著書
- 『協同組合資本学説の研究』日本経済評論社 1989
- 『協同組合の社会経済制度 世界の憲法と独禁法にみる』日本経済評論社 2011

### 共編著
- 『近代日本の経済官僚』波形昭一共編著 日本経済評論社 2000
- 『「企業の社会的責任論」の形成と展開』松野弘,合力知工共編著 ミネルヴァ書房 2006
- 『協同組合研究の成果と課題 1980-2012』JC総研共編 家の光協会 2014

翻訳
- ピエーロ・アンミラート『イタリア協同組合レガの挑戦』中川雄一郎監訳 相馬健次共訳 家の光協会 2003

## 論文
- 堀越芳昭, 「協同組合資本学説の研究」 早稲田大学 博士論文, 乙第792号, 1990年, NAID 500000076630